# Lex Miquel-Lasker
Die Lex Miquel-Lasker ist ein verfassungsänderndes Reichsgesetz vom 20. Dezember 1873 (RGBl. 1873 S. 379). Durch die Änderung wurde die Gesetzgebungskompetenz des Reichs auf das gesamte bürgerliche Recht ausgeweitet.

## Bezeichnung
Die amtliche Bezeichnung des Gesetzes lautet Gesetz, betreffend die Abänderung der Nr. 13 des Artikels 4 der Reichs-Verfassung.
Lex ist das lateinische Wort für Gesetz. Die Reichstagsabgeordneten Johannes Miquel und Eduard Lasker hatten den Gesetzesentwurf zusammen mit anderen Abgeordneten am 19. März 1873 in den Reichstag eingebracht. Miquel und Lasker gehörten zur Nationalliberalen Partei, die aus der Reichstagswahl 1871 als stärkste Fraktion hervorgegangen war. Der Antrag vom 19. März 1873 war zwar letztlich erfolgreich, allerdings sind ihm mehrere gleichlautende Versuche vorausgegangen.

## Inhalt
Das Deutsche Reich bestand gemäß Artikel 1 der Reichsverfassung aus 25 Gliedstaaten. In Artikel 4 der Verfassung war schon 1871 festgelegt worden, welche Rechtsgebiete vom Reich einheitlich und welche von den Gliedstaaten individuell geregelt werden konnten. Das heißt, Artikel 4 zählte alle Rechtsgebiete auf, die dem Reich zustanden. Und für alle Gebiete, die hier nicht genannt wurden, hatte das Reich keine Gesetzgebungskompetenz.
Durch die Lex Miquel-Lasker wurde an sich nur sehr wenig Text der Reichsverfassung geändert: die Änderung betraf allein Artikel 4 Nr. 13, denn hier wurden die Wörter „Obligationenrecht“, „Handels- und Wechselrecht“ gestrichen, und an ihre Stelle wurde die Wendung „das gesamte bürgerliche Recht“ gesetzt. Dennoch waren die Folgen weitreichend. Die Reichsebene hatte nun die Kompetenz, das gesamte Zivilrecht eigenständig zu regeln. Ohne diese Verfassungsänderung hätte der Reichstag im Sommer 1896 beispielsweise das BGB nicht beschließen können, denn ohne eine Änderung, wie sie durch die Lex Miquel-Lasker zustande gekommen war, hätte ihm dazu die Gesetzgebungskompetenz gefehlt.

## Die Änderung des Artikels 4 der Reichsverfassung im Wortlaut
In der Fassung vom 16. April 1871 (RGBl. 1871 S. 66):
```
Der Beaufsichtigung Seitens des Reichs und der Gesetzgebung desselben unterliegen die nachstehenden Angelegenheiten:
[…]
Nr. 13 die gemeinsame Gesetzgebung über das 
Obligationenrecht
 [Schuldrecht], Strafrecht, 
Handels- und Wechselrecht
 und das gerichtliche Verfahren;
```

In der neuen Fassung vom 20. Dezember 1873 (RGBl. 1873 S. 379):
```
Der Beaufsichtigung Seitens des Reichs und der Gesetzgebung desselben unterliegen die nachstehenden Angelegenheiten:
[…]
Nr. 13 die gemeinsame Gesetzgebung über das 
gesamte bürgerliche Recht
, das Strafrecht und das gerichtliche Verfahren;
```

## Gang der Gesetzgebung

### Anträge vom 16. März 1867 (Lasker) und vom 18. März 1867 (Miquel)
Im Frühjahr 1867 sollte dem neugegründeten Norddeutschen Bund eine Verfassung gegeben werden. Einen Entwurf hatte die preußische Regierung bereits ausarbeiten lassen, und am 12. Februar wurde eine verfassungsgebende Versammlung gewählt, die den Text in 35 Sitzungen erörterte (vgl. Reichstagswahl Februar 1867). In Artikel 4 des Verfassungsentwurfs wurden, untergliedert in 13 Nummern, die Rechtsgebiete aufgezählt, für die der Norddeutsche Bund die Gesetzgebungskompetenz erhalten sollte. Mit der Nummer 13 wurden drei Teilgebiete des Zivilrechts genannt, außerdem auch das Zivilprozessrecht. Die Abgeordneten Lasker und Miquel wünschten sich indes weitergehende Kompetenzen und jeder stellte deshalb einen Änderungsantrag. Die unterschiedlichen Vorstellungen lassen sich folgender Tabelle entnehmen:
| Rechtsgebiet | Verfassungsentwurf                         | Lasker-Antrag                         | Miquel-Antrag               |
| ------------ | ------------------------------------------ | ------------------------------------- | --------------------------- |
| Zivilrecht   | Konkursverfahren Handelsrecht Wechselrecht | Schuldrecht Handelsrecht Wechselrecht | Das ganze bürgerliche Recht |
| Strafrecht   | Keine Regelung                             | Das ganze Strafrecht                  | Das ganze Strafrecht        |
| Prozessrecht | Nur das Zivilprozessrecht                  | Das ganze Prozessrecht                | Das ganze Prozessrecht      |

Die Anträge wurden in der 16. Sitzung verhandelt, am 20. März 1867. Ein Abgeordneter wollte, dass über alle Rechtsgebieten, die Miquel in seinem Antrag aufgeführt hatte, einzeln abgestimmt wurde, was dann auch so geschah. Zuerst erfolgte die Abstimmung über den Punkt „gesamtes bürgerliches Recht“. Das wurde abgelehnt, die Mehrheit der Abgeordneten sprach sich dagegen aus. Danach ließ Miquel seinen Antrag insgesamt fallen, denn die übrigen Punkte deckten sich mit Laskers Antrag, über den unmittelbar im Anschluss abgestimmt wurde und der von der Mehrheit angenommen wurde.
Aus alledem ergibt sich, dass der Artikel 4 Nummer 13 der Reichsverfassung, der später durch die Lex Miquel-Lasker geändert wurde, auf Eduard Lasker selbst zurückgeht. Und dass die Idee, dem Reich Gesetzgebungskompetenz über das gesamte bürgerliche Recht einzuräumen, schon im Antrag des Abgeordneten Miquel vom 20. März 1867 enthalten war.

### Anträge aus dem Jahr 1869
Zwei weitere Beschlussanträge sind zwar nicht datiert, stammen aber wohl aus dem Jahr 1869.
Die dritte Beratung über den Antrag hat in der 35. Sitzung am 5. Mai 1869 stattgefunden. Der Antrag wurde von der Mehrheit angenommen.

### Antrag vom 25. Oktober 1871
Der Beschlussantrag datiert auf den 16. März 1867.
Die erste und zweite Beratung hat in der 18. Sitzung am 9. November 1871 stattgefunden.
Die dritte Beratung hat in der 21. Sitzung am 15. November 1871 stattgefunden. Der Antrag wurde von der Mehrheit der Abgeordneten angenommen.

### Antrag vom 19. März 1873
Der Beschlussantrag datiert auf den 19. März 1873. Die erste und zweite Beratung über den Antrag fanden unmittelbar nacheinander am Mittwoch, den 2. April 1873 statt. In der Debatte wendete sich der Abgeordnete Ludwig Windthorst gegen den Entwurf, weil er die Rechte der Bundesstaaten in Gefahr sah. Ansonsten stieß der Antrag auf überwiegende Zustimmung, nachdem Staatsminister Rudolph von Delbrück mitgeteilt hatte, dass – anders als bei den früheren Anläufen – auch mit einer Zustimmung des Bundesrates zu rechnen sei. Die dritte Lesung erfolgte am nächsten Tag. Der Bundesrat erklärte seine Zustimmung am 12. Dezember 1873. Lediglich die Herzogtümer Mecklenburg-Schwerin und Mecklenburg-Strelitz und das Fürstentum Reuß ältere Linie stimmten gegen die Verfassungsänderung. Am 20. Dezember wurde das Gesetz von Kaiser Wilhelm I. mit Gegenzeichnung Bismarcks ausgefertigt und am 24. Dezember im Reichsgesetzblatt verkündet.

## Regelung in der Bundesrepublik Deutschland
Die Lex Miquel-Lasker gab dem Reich die Kompetenz, das gesamte bürgerliche Recht allein zu regeln. Das heißt, den Gliedstaaten des Reiches wurde die Gesetzgebungskompetenz in diesem Bereich genommen.
In der Bundesrepublik Deutschland hat man sich für einen anderen Weg entschieden, der allerdings zu einem ähnlichen Ergebnis führt.
- Welche Rechtsgebiete ausschließlich der Bund regeln darf, ist in Art. 73 des Grundgesetzes vorgeschrieben (man spricht auch von der ausschließlichen Gesetzgebungskompetenz); das bürgerliche Recht findet hier keine Erwähnung, und also gehört es nicht zur ausschließlichen Gesetzgebungskompetenz des Bundes.
- Bestimmte Rechtsgebiete dürfen von den Ländern selbständig geregelt werden, die Länder verlieren dieses Recht aber, sobald ein Bundesgesetz ergeht; das Recht der Länder lebt dann erst wieder auf, wenn das Bundesgesetz außer Kraft tritt. Man nennt diesen Mechanismus konkurrierende Gesetzgebung. Im Grundgesetz selbst findet sich auch eine Definition dieses Begriffs; in Art. 72 Abs. 1 heißt es: „Im Bereich der konkurrierenden Gesetzgebung haben die Länder die Befugnis zur Gesetzgebung, solange und soweit der Bund von seiner Gesetzgebungszuständigkeit nicht durch Gesetz Gebrauch gemacht hat.“
- Aus Art. 72 Abs. 1 GG ergibt sich aber noch nicht, welche Rechtsgebiete zum Bereich der konkurrierenden Gesetzgebung gehören. Das wurde erst mit Art. 74 Abs. 1 GG abschließend geregelt. In allen Rechtsgebieten, die hier genannt werden, können die Bundesländer eigene Gesetze erlassen. Aber nur dann, wenn der Bund nicht bereits ein eigenes Gesetz erlassen hat. Und dieses Recht erlischt, sobald der Bund ein solches Gesetz erlässt.
- In Art. 74 Abs. 1 Nr. 1 GG wird unter anderem das bürgerliche Recht genannt. Demnach hätten die deutschen Bundesländer grundsätzlich zwar die Möglichkeit, das bürgerliche Recht selbst zu regeln, allerdings galt seit dem 1. Januar 1900 das Bürgerliche Gesetzbuch (BGB). Und dieses Reichsgesetz hat sich die Bundesrepublik durch Art. 123 Abs. 1 und Art. 125 des Grundgesetzes einverleibt.